# Хождение по мукам
«Хожде́ние по му́кам» — трилогия романов А. Н. Толстого, прослеживающая судьбы русской интеллигенции накануне, во время и после революционных событий 1917 года. Состоит из романов «Сёстры» (1918—1922), «Восемнадцатый год» (1927—1928) и «Хмурое утро» (1940—1941).

## Сюжет
В первых главах эпопеи показан Петербург начала 1914 года, «замученный бессонными ночами, оглушающий тоску свою вином, золотом, безлюбой любовью, надрывающими и бессильно-чувственными звуками танго — предсмертного гимна», живущий «словно в ожидании рокового и страшного дня». Сёстры Даша и Катя Булавины, родом из Самары, увлечены поэтом-декадентом Бессоновым. Катя изменяет с ним своему мужу, адвокату Николаю Смоковникову. Сатирическими красками нарисованы «великолепные кощунства» футуристов и прочие эксцессы «серебряного века».
Со временем Екатерина Дмитриевна влюбляется в офицера Вадима Рощина, а Даша — в Ивана Телегина, инженера Балтийского завода. Вихри мировой войны, двух революций и гражданской войны разносят четырёх главных героев по разным уголкам страны; в частности, изображены драматические события Ярославского мятежа. Их пути не раз пересекаются и вновь расходятся. Рощин вступает в Добровольческую армию, а Телегин — в РККА. По окончании войны все четверо встречаются в столице Советской России, где в присутствии Ленина и Сталина с верой в новое будущее слушают исторический доклад Кржижановского о плане ГОЭЛРО.

## История создания
Согласно Ивану Толстому, Алексей Толстой начал работу над первой частью «Сёстры» в Одессе летом 1918 года. Роман изначально предназначался для эмигрантской публики, однако после возвращения в СССР он подвергся существенной идеологической переработке. Это вспоминает и Иван Бунин в своём очерке о писателе, приводя это как пример способности Толстого приспосабливаться к наиболее выгодной литературной среде.
Аза Алибековна Тахо-Годи вспоминала, что «за первой частью „Восемнадцатого года“» — «…живой материал, взятый из рассказов моих матери и отца. Мои близкие оказывались по разные стороны фронта и, встречаясь, делали вид, что не знают друг друга» (в начале 1920-х годов её родителей, вернувшись из эмиграции, посетил Алексей Толстой). «В его романах хорошо видно, как люди из одного семейства, разделившиеся на „белых“ и „красных“, — при всех расхождениях между ними — остаются связаны внутренне», — замечала Тахо-Годи.
Впервые роман «Сёстры» был опубликован в Париже, в эмигрантских журналах «Грядущая Россия» (1920, № 1—2, главы 1—10) и «Современные записки» (1920—1921, № 1—6, полностью) под названием «Хождение по мукам».
Первое отдельное издание романа «Сёстры» вышло в свет в 1922 году в Берлине, в издательстве «Москва». Первое издание в СССР: «Хождение по мукам», роман в двух частях; издание автора,1928 год. Окончательно
«Сёстры» были переработаны в 1941 году.
Художественные достоинства романов трилогии неравнозначны. Первый роман «Сёстры», написанный в эмиграции, объективен по тону и проникнут чувством ностальгии по родине. Последняя книга трилогии, написанная в СССР, тенденциозно рисует картину нравственной победы «красных» над «белыми». Стиль повествования автор определял как «монументальный реализм»:

«Хождение по мукам» — это хождение совести автора по страданиям, надеждам, восторгам, падениям, унынию, взлётам — ощущение целой огромной эпохи.— А. Н. Толстой
Со времени написания текст переписывался писателем в зависимости от текущей занимаемой им позиции по отношению к советской власти и советской цензурой в зависимости от текущей политической конъюнктуры: «Хождение по мукам» и «Лихие годы» были среди запрещённых и уничтоженных книг в 1937 году. Впоследствии после изъятия и переписывания Толстым неугодных советской власти фрагментов и добавления угодных, книга издавалась советскими издательствами и была доступна широкому читателю.

## Признание
За свою трилогию Алексей Толстой 19 марта 1943 года был удостоен Сталинской премии первой степени в размере 100 000 рублей, которую передал в Фонд обороны на строительство танка «Грозный» (Т-34 № 310-0929).

## Экранизации
- «Хождение по мукам» — советский трёхсерийный художественный фильм (1957—1959).
- «Хождение по мукам» — советский многосерийный художественный фильм из 13 серий (1977).
- «Хождение по мукам» — российский многосерийный художественный фильм из 12 серий (2017).